# Wojnarowa
Wojnarowa – wieś w Polsce położona w województwie małopolskim, w powiecie nowosądeckim, w gminie Korzenna, na lewym brzegu rzeki Biała, na Pogórzu Rożnowskim.
W latach 1975–1998 wieś administracyjnie należała do województwa nowosądeckiego.
W 1896 w Wojnarowej urodził się Józef Żeleski – major piechoty Wojska Polskiego, kawaler Virtuti Militari.

## Położenie
Wojnarowa graniczy ze wsiami: Wilczyska, Stróże, Lipnica Wielka, Jankowa, Korzenna, Chodorowa, Krużlowa, Niecew. Przebiega przez nią droga powiatowa Nowy Sącz – Wilczyska. W granicy z Wilczyskami płynie rzeka Biała, do której uchodzi większy potok lokalnie zwany Wojnarówką – który zbiera mniejsze dopływy: Lipniczanka, Spólnik i Chodorówka.

## Integralne części wsi

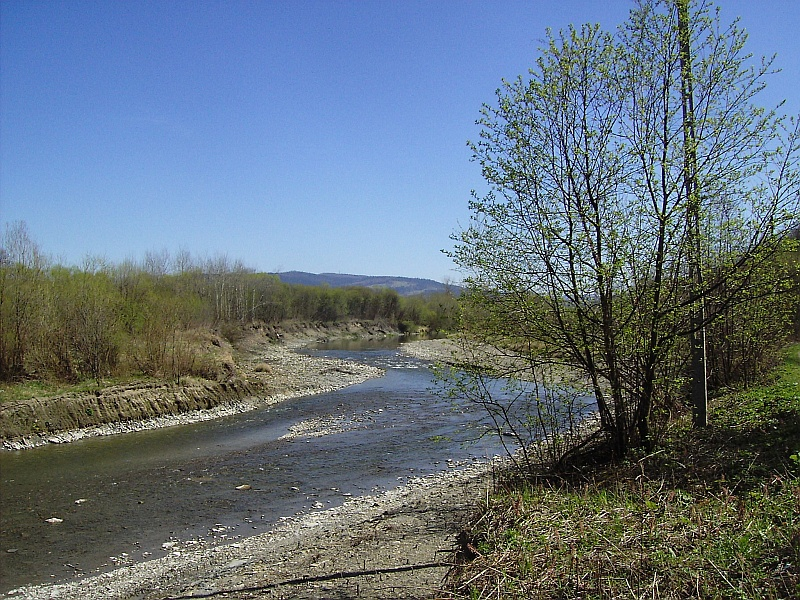
Rzeka Biała w Wojnarowej

| SIMC    | Nazwa     | Rodzaj     |
| ------- | --------- | ---------- |
| 0436513 | Mosteczna | przysiółek |
| 0436476 | Równie    | część wsi  |
| 0436482 | Rzeki     | część wsi  |
| 0436499 | Sikornik  | część wsi  |
| 0436507 | Sośnie    | część wsi  |
| 0436520 | Zabrzeż   | przysiółek |

## Opis miejscowości
Wieś dość często nawiedzana przez powodzie, największe w latach 2001 i 2011. Geologia – flisz karpacki. Wysokości bezwzględne w miejscowości nie przekraczają 400 m n.p.m. Klub sportowy – Orzeł Wojnarowa – klasa A: Nowy Sącz-Gorlica. Ważniejsze budynki: szkoła podstawowa, remiza, niedawno wybudowany kościół – od 2011 parafia p. w. Św. Kingi, kilka sklepów ogólnospożywczych, od roku 2013 hurtownia leków. Siedziba Okręgowego Związku Gołębiarzy. Zakład przemysłowy – produkcja patyczków do lodów. Położenia na Pogórzu Rożnowskim, krajobraz wyżynny. W średniowieczu wieś była własnością szlacheckiego rodu Wojnarowskich herbu Strzemię, stąd wywodzi się nazwa wsi.

## Ochotnicza Straż Pożarna
Wojnarowa od 1932 roku posiada jednostkę Ochotniczej straży pożarnej.
Posiada jednostkę młodzieżowej drużyny pożarniczej (MDP)